# Jesse James (Lucky Luke)
Jesse James ist ein Lucky-Luke-Comic, der von René Goscinny geschrieben und von Morris illustriert wurde. Er basiert lose auf der wahren Geschichte von Jesse James (1847–1882). Neben Jesse James werden sein Bruder Frank, Cole Younger und Cosmo Smith und Fletcher Jones, zwei Pinkerton-Detektive, dargestellt. Die naiven Detektive erinnern an die unbeholfenen Polizisten Dupont und Dupond (dt. Schulze und Schultze) aus Tim und Struppi.

## Handlung
1880 beginnt die Geschichte mit Jesse James, der Robin Hood vergöttert und zu kopieren versucht, aber irgendwie nicht in der Lage ist, die Grenze zwischen den Reichen, die er berauben soll, und den Armen, denen er helfen soll, klar zu definieren.  Mit Hilfe seines Shakespeare-Liebhaber-Bruders Frank definiert er den Begriff „arm“ einfach zu seinem eigenen Vorteil neu. Die Brüder beginnen zusammen mit Cole Younger in Missouri Züge auszurauben. Während die drei auf dem Weg nach Texas sind, bitten zwei Pinkerton-Detektive Lucky Luke um Hilfe, da in Texas noch nichts gegen das Trio vorliegt. Die Verbrecher überfallen einen Ort namens Nothing Gulch, dessen Bewohner zunächst eingeschüchtert sind. Später helfen sie mit, Jesse James und seine Gefährten zu fangen und sie geteert und gefedert wieder aus Texas zu verjagen.

## Veröffentlichung
Die Geschichte wurde 1969 zunächst in Pilote und dann als Album bei Dargaud gedruckt. 1974 erschien das Album in Deutschland als Zack Album Nr. 4 als Lucky Luke und der Rächer der Enterbten. Seit 1983 wird der Band bei Egmont Ehapa Media als Nr. 38 der Serie aufgelegt.
Die Geschichte wurde 1984 für die Lucky-Luke-Zeichentrickserie verfilmt.

## Trivia
Im Comic wird Cole Younger fälschlicherweise als ein Vetter von Frank und Jesse James bezeichnet. Tatsächlich war er ein Cousin der echten Dalton-Brüder.